# Géraldine Martineau
Géraldine Martineau (* 1. Januar 1985 in Nantes) ist eine französische Schauspielerin.
Im Alter von 17 Jahren besuchte sie das Cours Florent und begann dort ein kostenloses Schauspielstudium. Mit 19 Jahren besuchte sie das Conservatoire national supérieur d’art dramatique in Paris.
2004 stand sie in Jean-Michel Ribes Theaterstück Musée haut, musée bas auf der Bühne.

## Filmografie (Auswahl)
- 2007: Hellphone – Ein teuflisches Handy (Hellphone)
- 2008: Musée haut, musée bas
- 2009: La Fonte des neiges
- 2010: Blanche
- 2010: Aglaée (Kurzfilm)
- 2010: Die Templer (La Commanderie, Fernsehserie, 2 Episoden)
- 2011: Léa
- 2011: Les poissons préfèrent l’eau du bain
- 2012: The Lookout – Tödlicher Hinterhalt (Le guetteur)
- 2015: The New Kid (Le nouveau)
- 2015: La vie secrète des jeunes
- 2017: Marie-Francine
- 2017: Bloody Milk (Petit paysan)
- 2018: Zeit des Aufbruchs (Le temps des égarés, Fernsehfilm)
- 2018: Les secrets (Fernsehserie, 3 Folgen)
- 2018: Le Poulain
- 2018: Die Kunst der Nächstenliebe (Les bonnes intentions)
- 2018: Sur un Airbnb (Kurzfilm)
- 2019: On ment toujours à ceux qu’on aime
- 2019: Gaumenschmaus (Boustifaille, Kurzfilm)
- 2019: Meine überirdische Mutter (Si tu vois ma mère, Fernsehfilm)
- 2020: Vaurien
- 2020: Balthazar (Fernsehserie, 1 Folge)
- 2022: Yes vous aime (Fernsehserie, 2 Folgen)
- 2022: Angry Annie (Annie colère)
- 2024: Louise und die Schule der Freiheit (Louise Violet)

## Theater
- 2004: Musée haut, musée bas
- 2008: Penthésilée
- 2008: Blanche neige
- 2009: Le Canard sauvage
- 2009: Terre Océane
- 2010: Roberto Zucco
- 2010: Mademoiselle Julie
- 2011: La Nuit des rois
- 2011: La Troade
- 2011: Ouasmok ?
- 2012: Sunderland
- 2013: L'Otage
- 2013: Isabelle et la Bête
- 2014: Corps Étrangers
- 2014: La Tragédie du Belge
- 2014: Je ne me souviens plus très bien
- 2015: Dormir cent ans
- 2015: Sirènes
- 2015: Le Poisson belge
- 2017: La Mort de Tintagiles
- 2018: On a dit on fait un spectacle
- 2018: Aime-moi
- 2018: La Petite Sirène écrit
- 2019: Déglutis
- 2019: Pompier(s)